# Indiański wojownik
Indiański wojownik (ang. The Indian Fighter) – amerykański western z 1955 roku w reżyserii André de Totha z Kirkiem Douglasem w roli głównej. Zdjęcia kręcono w Bend w stanie Oregon.

## Fabuła
Johnny Hawks (Kirk Douglas) powraca z wojny secesyjnej i jedzie na zachód kraju. Mając dobre stosunki z miejscowym plemieniem Indian doprowadza do zawarcia przez nich traktatu pokojowego z amerykańskim wojskiem. Następnie podejmuje się przeprowadzenia przez indiańskie terytorium grupy białych osadników. Pewnego dnia udaje się na spotkanie z córką wodza Indian, Onahti (Elsa Martinelli). W tym czasie dwaj osadnicy, Todd i Chivington wymuszają na jednym z Indian, aby wyjawił im miejsce, gdzie znajdują się złoża złota. Sytuacja wymyka się spod kontroli i konflikt między Indianami i białymi wybucha na nowo. Hawks musi ponownie interweniować.

## Obsada
- Kirk Douglas – Johnny Hawks
- Elsa Martinelli – Onahti
- Walter Matthau – Wes Todd
- Lon Chaney Jr. – Chivington
- Diana Douglas – Susan Rogers
- Walter Abel – kpt. Trask
- Eduard Franz – Czerwona Chmura
- Alan Hale Jr. – Will Crabtree
- Ray Teal – Sam Morgan
- Elisha Cook, Jr. – Briggs, fotograf
- Frank Cady – Joe, handlarz
- Michael Winkelman – Tommy Rogers, syn Susan
- William Phipps – porucznik Blake
- Hank Worden – Szalony Niedźwiedź
- Harry Landers – Szary Wilk